# Première bataille de Donaldsonville
Guerre de Sécession
Batailles
Campagne de Port Hudson
- Forts Jackson et St-Philip
- La Nouvelle-Orléans
- Baton Rouge
- 1re Donaldsonville
- Georgia Landing
- Plains Store
- Port Hudson

La première bataille de Donaldsonville a eu lieu le 9 août 1862, dans la Paroisse de l'Ascension, en Louisiane, dans le cadre des opérations contre Baton Rouge pendant la guerre civile américaine .

## Déroulement de la bataille
Un certain nombre d'incidents de tirs d'artillerie sur des navires à vapeur de l'Union passant par le fleuve Mississippi à Donaldsonville, en Louisiane, amènent la marine américaine à entreprendre une attaque de représailles. Le contre-amiral David Farragut a informé les habitants de ses intentions et leur a suggéré aux citoyens de mettre à l'abri les femmes et les enfants. Il a ensuite jeté l'ancre devant la ville et a tiré dessus avec des fusils et des mortiers. Farragut a également envoyé un détachement à terre qui a mis le feu aux hôtels, aux bâtiments du quai, aux maisons d'habitation et aux autres bâtiments du capitaine Phillippe Landry. Landry, soupçonné d'être le capitaine de l'unité partisane, aurait tiré sur le groupe de débarquement pendant le raid. Certains citoyens ont protesté contre le raid, mais, généralement, les tirs sur les navires de l'Union ont cessé par la suite